# 琴平参宮電鉄

初代社章

琴平参宮電鉄株式会社（ことひらさんぐうでんてつ、通称: 琴参バス〈ことさんバス〉、英訳名: Kotosan Corporation）は、香川県西部で路線バスを運行していた事業者。かつては近鉄グループに属し、近畿日本鉄道が発行済株式の33.3%を保有する筆頭株主で同社の持分法適用会社であったが、2006年1月31日に近畿日本鉄道が保有株をすべて手放し、近鉄グループから外れた。
かつては鉄軌道事業を営んでいたが、1963年に廃止した。以来バスのみの営業となったが、2009年に経営悪化のため整理回収機構の主導の下で新旧分離方式による事業継続を図るため、バス事業を琴参バスに移管し（詳細な経緯はバス事業の分離にて解説）、会社解散した。

## 沿革
香川県では、電車は東部の高松において1911年に開通したのに対し、西部の丸亀では計画から電車の開通まで20年を要した。
讃岐電気軌道が最初に軌道敷設の出願をしたのが1904年7月6日、1906年11月になると馬越恭平他60名が発起人となり軌道敷設（経由地丸亀、坂出、高松、志度）の出願をしたのでこれと合同することとなったが出願は却下されてしまった。
次に1909年2月1日丸亀 - 善通寺間に変更して出願。ようやく1910年5月20日特許が下付された。1911年9月に軌道の敷設権が堺市の才賀電機商会支配人野田儀一郎に移譲されまた会主の才賀藤吉も取締役に就任している。そして大阪市東区今橋に本社を構えることとなり、用地買収、軌条などの搬入がはじめられた。ところが1912年才賀電機商会は破綻し、1915年に三重県の竹内文平、1917年高知県の江渕喜三、1920年広島県の桑田公太郎と次々に敷設権が移譲されていき開業の目処はたたなくなった。
その後この休眠会社の権利を1921年12月に才賀電機商会破綻後独立し、日本工業所という電気事業請負の会社を設立していた野田儀一郎が買収し、1922年6月に会社と請負契約を締結した。そして丸亀市通町に事務所を開き、また琴平への延長の特許が下付されたので琴平参宮電鉄と改称した。
昭和恐慌、琴平急行電鉄の開通により乗客数は伸び悩んだ。1930年以降経営不振により1927年発行の社債2,300,000円（償還満期1932年12月）について1931年6月の利子払いが不能となる。1932年11月に社債権者集会を開き1933年12月（のちに1935年12月）まで償還猶予すること。以降適宜償還することとなった。
- 1911年（明治44年）9月8日 讃岐電気軌道株式会社設立[8]
- 1918年（大正7年）12月20日 本店を大阪市東区今橋四丁目13番地から香川県丸亀市通町126番地に移転。
- 1922年（大正11年）10月21日琴平参宮電鉄株式会社に商号変更[9]社長野田儀一郎[10]。
- 1922年（大正11年）10月22日 丸亀通町 - 善通寺（後の善通寺赤門前）間（軌道線）開通[11]。
- 1923年（大正12年）8月4日 善通寺 - 琴平（後の琴参琴平）間（軌道線）開通[12]。
- 1924年（大正13年）10月9日 多度津西口 - 善通寺門前間（鉄道線）開通[13]。
- 1928年（昭和3年）1月22日 丸亀通町 - 富士見町間（鉄道線）開通[14]。
- 1928年（昭和3年）3月20日 富士見町 - 坂出駅前間（鉄道線）開通[15]。
- 1942年（昭和17年）4月 省線、琴平電鉄、琴平参宮電鉄、讃岐電鉄、高松電軌にて鉄道軌道連絡運輸協定が締結され特定区間において共通料金/共通乗車券での利用か可能となる[16][17]。
- 1948年（昭和23年）7月1日 琴平急行電鉄を合併。
  - 琴平急行電鉄は1928年設立の私鉄会社、通称「琴急」。1930年4月7日坂出 - 電鉄琴平（後の琴急琴平）間を開業したが、1944年1月から不要不急線として営業休止。レールは供出させられた（→「琴平急行電鉄線」も参照）。
  - 1930年から1944年まで、琴平には国鉄土讃本線・琴平電鉄（現、高松琴平電気鉄道琴平線）・琴平参宮電鉄・琴平急行電鉄の4路線が集中し、地方としては希有な過当競争の状態になっていた。
- 1950年（昭和25年）2月 丸亀 - 坂出 - 高松間に路線バス運行開始（初の長距離バス路線、路線バス自体は既に戦前から運行）。
- 1954年（昭和29年）9月30日 営業休止中だった旧琴平急行電鉄線を正式に廃止。
- 1963年（昭和38年）9月15日 軌道線・鉄道線全線を廃止、バス専業に。
- 1964年（昭和39年） 近畿日本鉄道が資本参加。丸亀市中府町に営業所設置。
- 1964年（昭和39年）伊予鉄道、瀬戸内運輸と共同出資（後に高松琴平電気鉄道も出資）で、四国急行バスを設立。
- 1988年（昭和63年）4月10日 瀬戸大橋開通で、瀬戸大橋線 坂出営業所 - 坂出駅前 - 与島 - 櫃石 - JR児島駅前間を運行開始（岡山県内への初の路線）。
- 1988年（昭和63年）12月21日 コトデンバス（現在のことでんバス）・琴平参宮電鉄・大川自動車の共同出資により四国高速バス設立。
- 1989年（平成元年）12月16日 高松空港連絡特急バス（観音寺・琴平 - 高松空港間、丸亀・坂出 - 高松空港間）運行開始。
  - 利用客が少なく数年で運行廃止になった。ただし、丸亀駅・坂出駅 - 高松空港間は琴参バス株式会社発足後の2013年12月10日に復活した。
- 1997年（平成9年）10月1日 丸亀市コミュニティバス「ぐるっと」を運行開始（丸亀市からの受託運行）。
- 2003年（平成15年）5月1日 四国高速バスから丸亀・高松 - 横浜間の高速バス「トリトン号」（相模鉄道と共同運行）の運行を移管（初の夜行高速バス路線）。
- 2004年（平成16年）4月11日 高松空港連絡特急バス（琴平 - ニューレオマワールド - 高松空港間）運行開始。
- 2005年（平成17年）4月9日 坂出駅前 - 東山美術館線の運行開始。
- 2005年（平成17年）5月15日 瀬戸大橋線 櫃石 - JR児島駅前間が廃止（岡山県内への路線が廃止）。
- 2005年（平成17年）10月1日 丸亀市綾歌地区コミュニティバス「おでかけバス」と丸亀市飯山地区コミュニティバス「飯山コミュニティバス」2路線の運行を丸亀市から受託[注釈 4]。
- 2006年（平成18年）1月31日 筆頭株主だった近畿日本鉄道が保有していた琴平参宮電鉄の株式をすべて手放し、近鉄グループから外れる。
- 2006年（平成18年）4月1日 坂出駅前 - 東山美術館線を廃止。
- 2006年（平成18年）4月1日 丸亀市の3つのコミュニティバス（「ぐるっとバス」・「おでかけバス」・「飯山コミュニティバス」）の運営を一本化して、丸亀コミュニティバスとして再編。
- 2006年（平成18年）5月1日 高松空港連絡特急バスの運行を琴空バスに移管。
- 2008年（平成20年）2月 琴参興業、自己破産。
- 2008年（平成20年）12月1日 さぬきエクスプレス横浜号廃止。四国高速バスの予約・発券業務受託も中止し、高速バス事業から撤退。
- 2008年（平成20年）12月8日 バス事業を継承する子会社の琴参バス株式会社を設立。資本金100万円。
- 2009年（平成21年）1月 本社を丸亀営業所内に移転。
- 2009年（平成21年）3月31日 琴参バス、四国高速バスと琴参観光の株式を大川自動車に譲渡。ニッポンレンタカー四国の株式を売却し、3社が持分法適用会社からはずれる。
- 2009年（平成21年）4月1日 琴参バスにバス事業を譲渡（登記上は前日付で会社分割）。
- 2009年（平成21年）5月20日 琴参自動車整備、破産。
- 2009年（平成21年）7月1日 琴参タクシー、西讃観光の子会社として新たに設立された琴参タクシー株式会社にタクシー事業を譲渡[19]。
- 2009年（平成21年）7月31日 琴参タクシー、破産。
- 2009年（平成21年）9月18日 臨時株主総会で会社の解散を決議。
- 2009年（平成21年）9月30日 高松地方裁判所丸亀支部より特別清算開始決定命令。負債は約49億円[20]。
- 2013年（平成25年）8月10日 特別清算終結決定。これにより102年の歴史に幕を閉じた。

## 鉄軌道事業

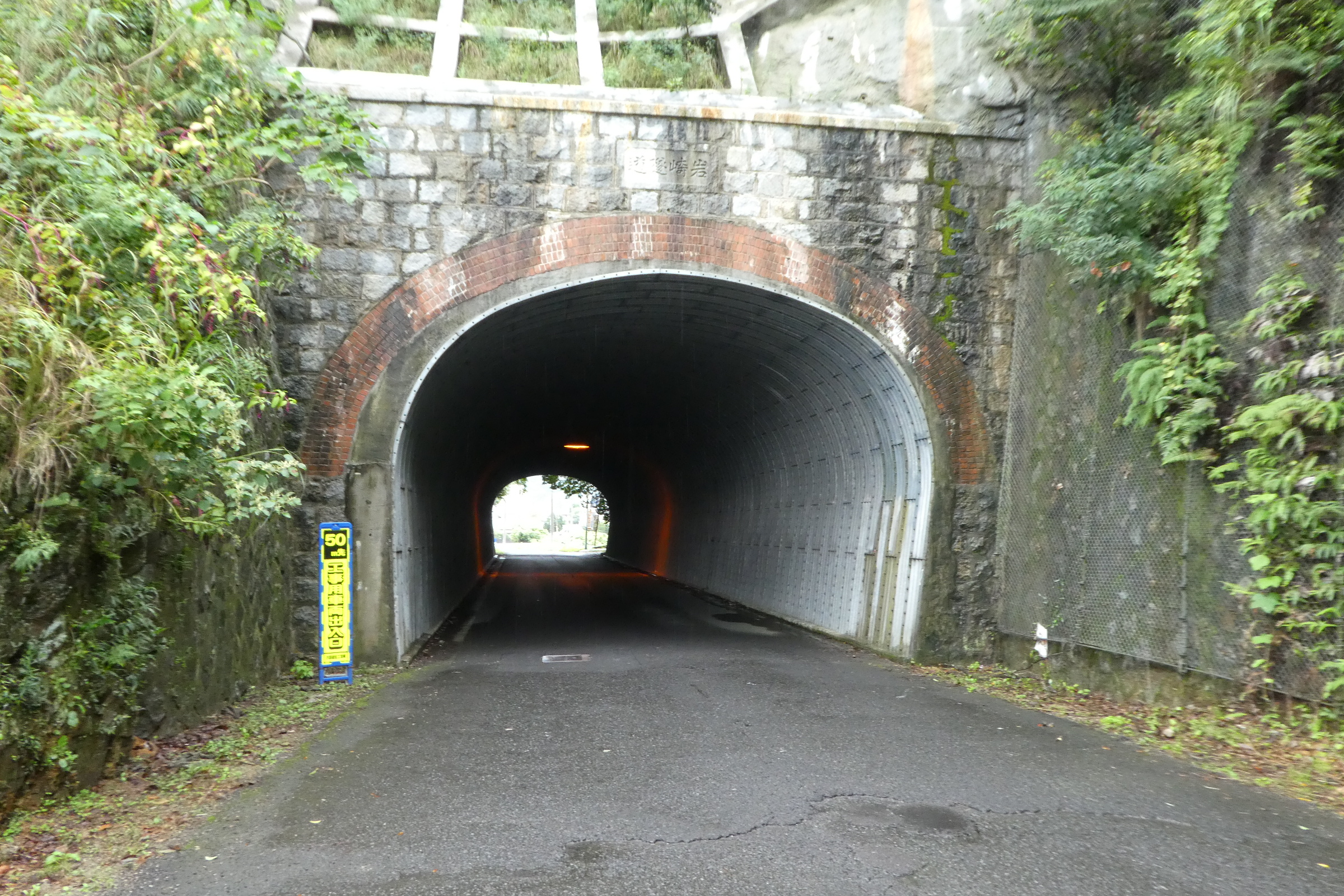
大麻駅 - 大麻神社前駅間の岩崎隧道（道路トンネルに転用されている）

社名が示すように、かつては坂出市・丸亀市・多度津町と善通寺・琴平を結ぶ鉄軌道路線を運行していた。鉄道線である多度津線・坂出線と、軌道線である丸亀線・琴平線があったが、車両や運行系統は全路線共通で、路面電車型の車両を使用していた。琴平側の終着駅である琴参琴平駅は、阿波池田方面への延長のため移転した土讃線琴平駅の旧駅跡を使って建てられた。
全線が国鉄予讃本線・土讃本線に並行していたが、当時の国鉄路線は長距離輸送中心で運行頻度も少なかったため、ある程度の棲み分けができていた。戦前には女性の「サービス・ガイド・ガール」を電車に添乗させて観光案内をおこなっていた。
しかし、戦後になってモータリゼーションが進展したことや、本州から香川県へのルートにおいて高松港に発着する宇高連絡船に対して丸亀港・多度津港の地位が低下したことから乗客が減少し、1963年に廃止された。一部の車両（モハ180型）は廃止後、仙台市交通局に譲渡されて、仙台市電180型として1974年まで使われた。多度津線・琴平線・坂出線の専用軌道区間は、廃線後に跡地が道路に転用された（坂出線は一部）。
路線は讃岐平野に敷設されたが、多度津線の多度津町内（桃陵隧道）と琴平線の善通寺市内（岩崎隧道）の2箇所にトンネルがあった。いずれも廃止後は道路トンネルに転用されている。
かつて坂出線には坂出町から下笠居を経て高松五番町へ至る延伸計画が存在したが、1958年に坂出町 - 下笠居間の軌道敷設特許および下笠居 - 高松五番町間の地方鉄道敷設免許が取消となった。
先述のように、戦時中に休止された琴平急行電鉄を吸収合併し、同社の路線を保有していたが、同線については引き継いだ後に営業再開されることなく廃止されたため、ここでは述べない。琴平急行電鉄の路線については「琴平急行電鉄線」の項目を参照のこと。

### 路線データ
以下は廃止直前のデータ。
- 路線距離（営業キロ）
  - 鉄道線
    - 多度津線：6.0km
    - 坂出線：6.7km

  - 軌道線
    - 丸亀線：7.1km
    - 琴平線：6.8km
- 軌間：全線1067mm
- 複線区間：琴平線全線
- 電化区間：全線電化（直流600V）

### 駅一覧
以下は廃止直前のデータ。太字は自社路線同士の接続駅。宮武浩二『琴平参宮電鉄』（ネコ・パブリッシング）による。
多度津線
多度津桟橋通駅 - 多度津鶴橋駅 - 青木駅 - 三井駅 - 筆岡駅 - 中村駅 - 善通寺赤門前駅
坂出線
坂出駅前駅 - 富士見町駅 - 宇多津新町駅 - 宇多津駅前駅 - 宇夫階駅 - 渡場駅 - 丸亀通町駅
丸亀線
丸亀通町駅 - 亀山公園前駅 - グランド前駅 - 中府本社前駅 - 番神駅 - 田村駅 - 南駅 - 原田駅 - 金蔵寺駅 - 樫籔変電所前駅 - 車庫前駅 - 善通寺赤門前駅
琴平線
善通寺赤門前駅 - 農協前駅 - 善通寺南口駅 - 生野駅 - 風折駅 - 大麻駅 - 大麻神社前駅 - 琴参琴平駅
琴参琴平駅があった場所に温泉旅館のことひら温泉琴参閣がある。

#### 主要駅の座標
- 多度津桟橋通駅北緯34度16分17秒 東経133度44分52秒 / 北緯34.271513度 東経133.747808度
- 鶴橋駅北緯34度16分00秒 東経133度44分57秒 / 北緯34.266630度 東経133.749232度
- 善通寺赤門前駅北緯34度13分41秒 東経133度46分49秒 / 北緯34.227932度 東経133.780149度
- 坂出駅前駅北緯34度18分47秒 東経133度51分18秒 / 北緯34.312947度 東経133.855005度
- 丸亀通町駅北緯34度17分23秒 東経133度47分48秒 / 北緯34.289824度 東経133.796661度
- 琴参琴平駅北緯34度11分23秒 東経133度49分02秒 / 北緯34.189846度 東経133.817183度

### 接続路線
呼称は廃止当時のもの。
- 坂出駅前駅：国鉄予讃本線（坂出駅）
- 丸亀通町駅：国鉄予讃本線（丸亀駅）
- 金蔵寺駅：国鉄土讃本線（金蔵寺駅）
- 善通寺車庫前駅：国鉄土讃本線（善通寺駅）
- 琴参琴平駅：
  - 国鉄土讃本線（琴平駅）
  - 高松琴平電気鉄道琴平線（琴電琴平駅）

### 車両
- デハ50形（51-54）、1927年梅鉢鉄工所製、半鋼製ボギー車、定員70人
- デハ60形（55-59）、南海より購入した木製ボギー車を1949年-1952年に自社善通寺工場で鋼体化59のみダブルルーフ、定員77人
- デハ70形（71-75）、1948年に大阪市電601形を購入。木製ボギー車、1914年梅鉢鉄工所製、定員70人
- デハ80形（81-88）、1950年広瀬車両製1954年及び1958年自社工場製、半鋼製ボギー車、定員90人

#### 譲渡
- 土佐電気鉄道、1963年10月、デハ60形（56-58）→100形（103・101・102）
- 北陸鉄道金沢市内線、1963年12月、デハ80形（81・83）→モハ2060形（2061・2062）
- 仙台市電、1964年8月、デハ80形（82・84 - 88）→180形（181-186）
  - 日本路面電車同好会「昭和30年以降の路面電車譲渡一覧表」『鉄道ピクトリアル』No.319

### 輸送・収支実績
| 年度 | 輸送人員（人） | 営業収入（円） | 営業費（円） | 営業益金（円） | その他益金（円）                      | その他損金（円）                              | 支払利子（円） |
| ---- | -------------- | -------------- | ------------ | -------------- | ------------------------------------- | --------------------------------------------- | -------------- |
| 1922 | 120,071        | 19,552         | 38,542       | ▲ 18,990       |                                       |                                               |                |
| 1923 | 505,823        | 105,509        | 78,660       | 26,849         |                                       |                                               | 16,773         |
| 1924 | 1,063,826      | 173,647        | 110,775      | 62,872         | 4,676                                 | 2,880                                         |                |
| 1925 | 1,367,473      | 211,927        | 91,436       | 120,491        | 66,127                                | 51,143                                        | 33,395         |
| 1926 | 2,212,610      | 246,448        | 104,978      | 141,470        | 40,385                                | 58,209                                        |                |
| 1927 | 2,508,051      | 249,398        | 97,123       | 152,275        |                                       | 22,902                                        |                |
| 1928 | 2,311,525      | 216,751        | 93,058       | 123,693        |                                       | 地方鉄道及雑損92,942                          |                |
| 1929 | 2,024,369      | 188,174        | 118,131      | 70,043         |                                       | 地方鉄道125,106                               |                |
| 1930 | 1,993,635      | 181,867        | 96,624       | 85,243         |                                       | 地方鉄道及雑損268,250                         |                |
| 1931 | 1,715,952      | 149,919        | 104,001      | 45,918         |                                       | 地方鉄道142,418                               |                |
| 1932 | 1,711,580      | 152,227        | 101,649      | 50,578         |                                       | 地方鉄道及償却金916,934                       | 42,338         |
| 1933 | 1,672,324      | 155,696        | 103,845      | 51,851         |                                       | 改良工事費32,856 雑損57,000 地方鉄道自動車337 | 44,712         |
| 1934 | 1,748,949      | 150,760        | 109,209      | 41,551         |                                       | 整理利息その他3,495 地方鉄道6,359             | 29,043         |
| 1935 | 1,848,233      | 172,536        | 108,110      | 64,426         | 地方鉄道22,208                        | 整理利息雑損19,706                            | 31,349         |
| 1936 | 1,920,359      | 168,817        | 99,065       | 69,752         | 社債買入差益金82,385 地方鉄道20,211   | 雑損8,226 償却金93,008                        | 30,284         |
| 1937 | 2,045,908      | 186,285        | 112,801      | 73,484         | 社債差益金27,470 地方鉄道自動車23,217 | 償却金54,718雑損1,455 特別工事費24,568        | 44,320         |

| 年度 | 輸送人員（人） | 営業収入（円） | 営業費（円） | 営業益金（円） | その他益金（円）                       | その他損金（円）                      | 支払利子（円） |
| ---- | -------------- | -------------- | ------------ | -------------- | -------------------------------------- | ------------------------------------- | -------------- |
| 1924 | 37,541         | 4,676          | 2,881        | 1,795          | 軌道業24,692                           |                                       |                |
| 1925 | 472,421        | 66,126         | 40,583       | 25,543         | 軌道業87,096                           |                                       | 10,559         |
| 1926 | 749,028        | 95,148         | 37,569       | 57,579         | 軌道業83,961                           |                                       | 17,193         |
| 1927 | 811,155        | 87,028         | 33,995       | 53,033         | 軌道152,275                            |                                       | 75,935         |
| 1928 | 1,568,633      | 125,963        | 67,128       | 58,835         | 軌道業117,276                          | 雑損2,822                             | 142,538        |
| 1929 | 1,845,722      | 137,193        | 83,904       | 53,289         | 軌道業70,042                           |                                       | 178,394        |
| 1930 | 1,868,534      | 134,358        | 61,739       | 72,619         | 軌道業85,246                           | 雑損158,094                           | 182,778        |
| 1931 | 1,634,430      | 114,191        | 73,386       | 40,805         | 軌道業45,918                           |                                       | 183,222        |
| 1932 | 1,844,721      | 103,838        | 68,212       | 35,626         |                                        | 雑損及償却金862,839 軌道自動車業5,601 | 75,880         |
| 1933 | 1,582,486      | 109,238        | 70,068       | 39,170         |                                        | 自動車その他91,780                    | 30,444         |
| 1934 | 1,601,906      | 108,696        | 72,483       | 36,213         | 減資差益金1,264,200                    | 償却金11,730 軌道業その他2,866        | 18,963         |
| 1935 | 1,637,436      | 117,881        | 73,569       | 44,312         | 軌道業32,311                           | 雑損19,706                            | 21,337         |
| 1936 | 1,689,745      | 112,798        | 65,743       | 47,055         | 社債買入差益金82,385                   | 軌道業60,198 償却金8,226              | 20,186         |
| 1937 | 1,751,313      | 122,362        | 67,191       | 55,171         | 社債借入差益金9,550 軌道業その他35,999 | 特別工事その他26,023 財産償却金49,276 | 26,311         |

- 鉄道省鉄道統計資料、鉄道統計資料、鉄道統計各年度版

## バス事業

### バス事業の分離
2008年12月11日の報道で、経営悪化のためさぬき市に本社を置く同業の大川自動車に事業譲渡することが明らかになった。バス事業は利用者の減少で赤字が続いており、それを不動産賃貸で補ってきたが、不動産事業での借入金が重荷になっていた上、同年に保有物件に入居していた大型スーパーのフジグラン丸亀中府が撤退したことなどもあり、以後の見通しが立たなくなったことからこの措置となった。バス事業を新会社「琴参バス株式会社」に移管し、同社の全株式を2009年3月31日に大川自動車に譲渡する形が採られた。路線は維持され、従業員も一部を除き引き継がれた。琴平参宮電鉄と琴参バスとの間に資本関係はなくなったものの、琴平参宮電鉄の解散まで両社の役員を兼任していた人物が1名いたため人的関連は残っていた。大川自動車が琴参バスを引き取ったのは、琴参の路線が県外資本に渡ることを阻止するためであった。事業譲渡後については「琴参バス」を参照のこと。

### 高速バス

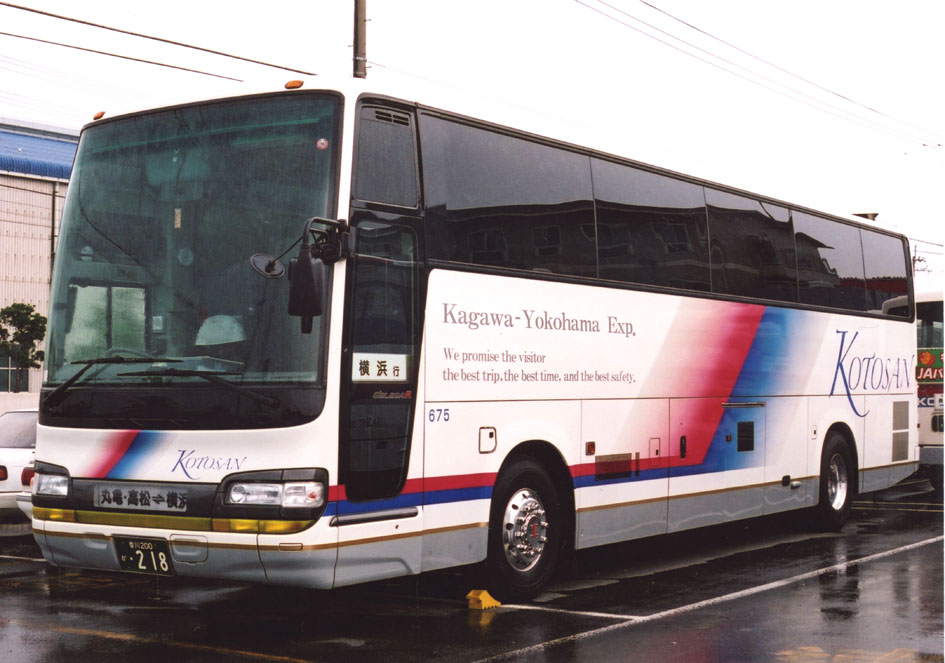
「トリトン号」→「さぬきエクスプレス横浜号」

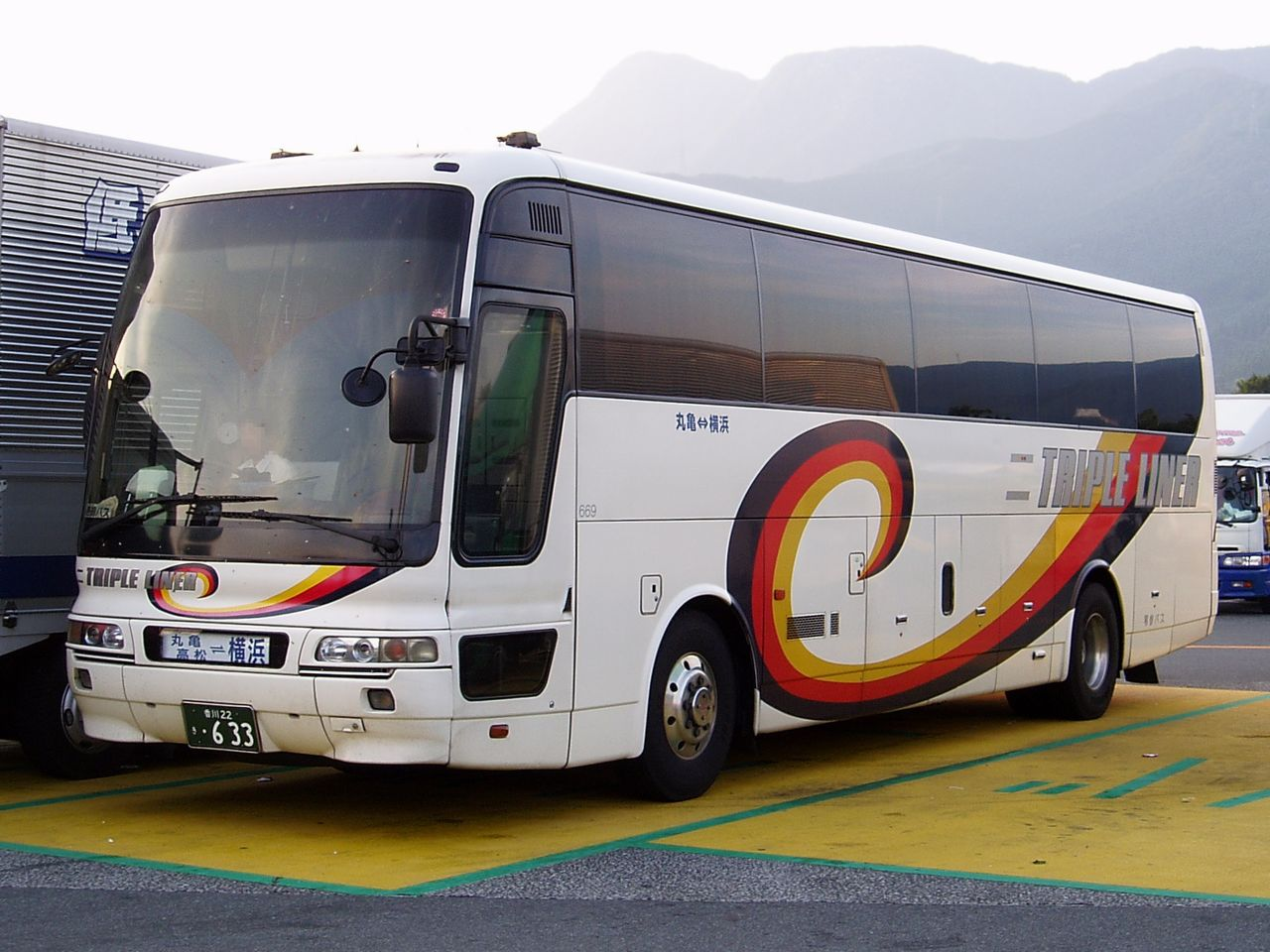
「トリトン号」→「さぬきエクスプレス横浜号」（四国高速バスからの移籍車）

現在、高速バス運行はしていない。

#### 廃止路線
トリトン号→さぬきエクスプレス横浜号
- 共同運行会社：相模鉄道（2007年まで）、四国高速バス（2007年から廃止まで）
- 神奈川県横浜市と香川県東かがわ市・さぬき市・高松市・坂出市・丸亀市を結んでいた夜行高速バスである。琴平参宮電鉄は経営危機に陥ったことによりバス事業を新会社の「琴参バス」に分離し、同社を大川自動車に譲渡することが決まったため、結果として琴平参宮電鉄の自社運行路線としては最初で最後の高速バス路線となった。
- 主要停留所：丸亀バスセンター - 坂出駅 - 高松駅 - 横浜駅西口
- 沿革
  - 1990年12月21日 - 相鉄高速バスターミナル・横浜駅西口- 坂出駅経由高松駅間を相模鉄道と瀬戸大橋高速バスの共同運行でトリトン号運行開始。
    - 当時の運行経路は、神奈川県横浜市 - 保土ヶ谷バイパス - 横浜新道 - 東名高速道路 - 名神高速道路 - 中国自動車道 - 播但連絡道路 - 山陽自動車道 - 岡山ブルーハイウェイ - 岡山バイパス - 瀬戸中央自動車道 - 香川県坂出市 - 高松坂出有料道路 - 香川県高松市

  - 1992年7月1日 - 瀬戸大橋高速バスが解散。これにより高松側の運行会社が四国高速バスへ移管。
  - 2001年12月20日 - 神戸淡路鳴門自動車道経由にルート変更、大内（高速大内）、丸亀駅停留所を新設、 丸亀バスセンター発着となる。
  - 2003年5月1日 - 高松側の運行会社が四国高速バスから琴平参宮電鉄へ移管。
  - 2007年6月16日 - ダイヤ改正。相模鉄道が撤退（予約・発券は引き続き受託）、相鉄高速バスターミナル乗り入れ廃止。横浜駅西口の乗降場所が、第二ターミナル22番に変更。琴参バスと相鉄に代わって四国高速バスが復帰する形で運行。名称をさぬきエクスプレス横浜に変更。
  - 2008年8月31日 - 相模鉄道が予約・発券からも撤退（同社が高速バス事業から完全撤退するため）。
  - 2008年12月1日 - ハローブリッジ号と統合、丸亀・高松 - 横浜・新宿・八王子線となった（実質的には本路線の延伸）[26]。これにより琴平参宮電鉄は撤退。
- 使用車両
  - 原則日野自動車セレガR GDまたは四国高速バスから移籍してきた三菱ふそうエアロクィーンIと日野・セレガGD（セレガR GD導入まで）のいずれも独立3列シート（最後列のみ4列シート）車両が使用されていた。

#### 委託発売
四国高速バスが運行する路線の高速バス乗車券の予約・発券を委託されていたが、2008年11月30日をもって中止した。

### 路線バス

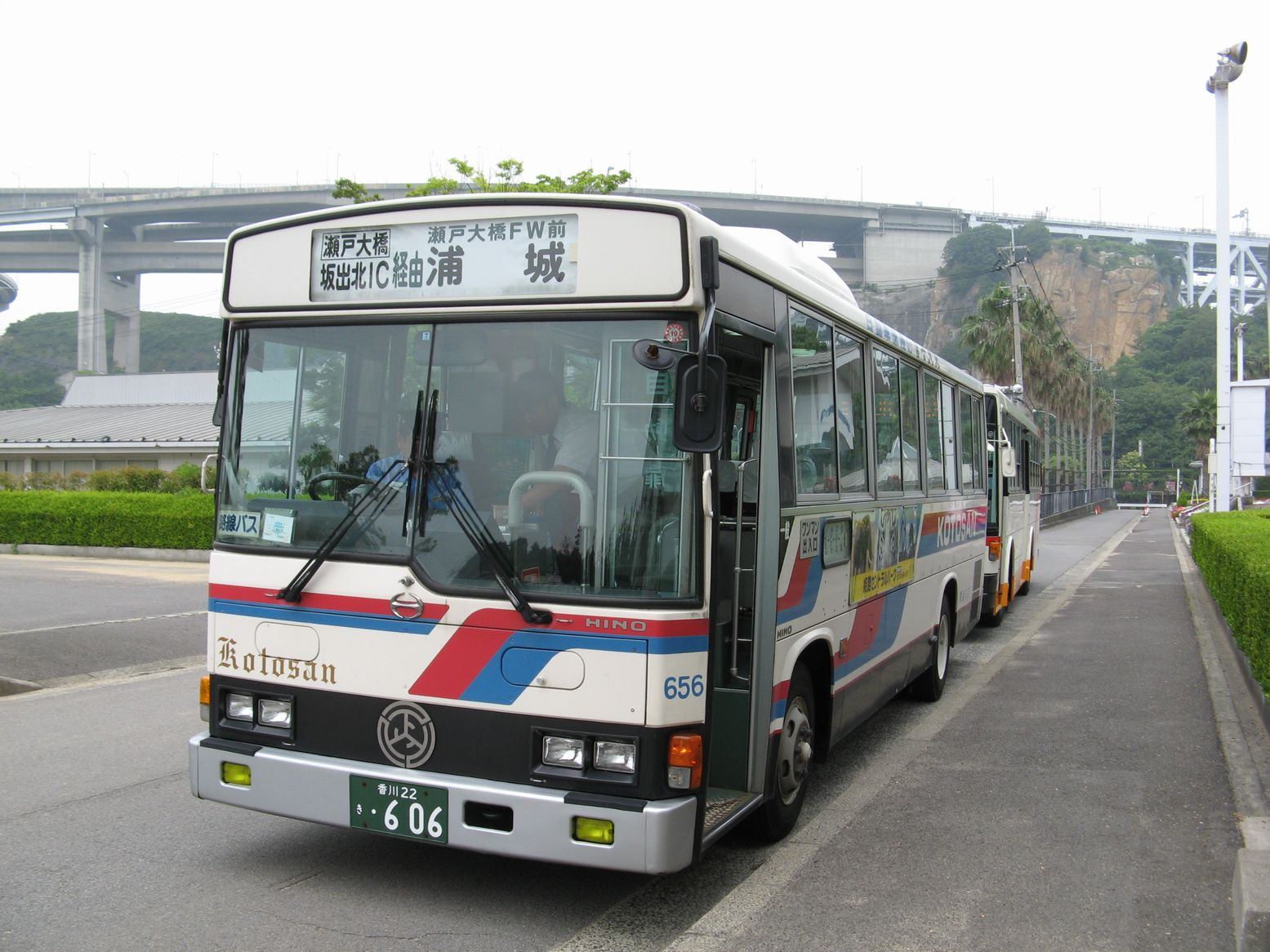
瀬戸大橋線 瀬戸大橋フィッシャーマンズワーフにて 後ろに児島から来た下津井電鉄バスが並んでいる

事業継承時点での路線については琴参バス#路線の項目を参照のこと。

### 備考
高松線はすでに廃止されているが、丸亀競艇場への送迎バス（現在は坂出駅以東は運行されていない）の停留所としてポールは事業譲渡まで残されていた。また、香川県道33号高松善通寺線（旧11号線）の片側2車線区間の下り線に残る琴参型の電照式ポールは共同使用していたことでんバスが現在も使用している。高松側のターミナルであった「高松駅前」バス停（日本生命高松駅前ビルの前にある）は、以前は高松駅前バスターミナルに入る同ターミナル始発の高速バスの待機所となっていたが、高速バスターミナルの移転によって高速バスの経路が変わり、同所を通らなくなったため、移転後は待機所としても利用していない。
かつては国分寺町（現・高松市）、多度津町、仲南町（現・まんのう町）、詫間町・高瀬町・仁尾町・財田町・山本町（いずれも現・三豊市）、大野原町・豊浜町（いずれも現・観音寺市）、観音寺市にも路線（詫間線 詫間駅前－須田－大浜－生里・飛谷／麻線 琴平営業所－高瀬駅前－国立西香川病院／鳥坂線 丸亀通町－高瀬駅前通り－観音寺営業所／山本線 琴平営業所－山本町－観音寺営業所／粟井線 観音寺営業所－上出－丸井／五郷線 観音寺営業所－残水－五郷渓／豊浜線 観音寺営業所－三豊総合病院前－関谷東／観音寺港線 観音寺港－中洲町－観音寺駅前）があったが、現在はなくなっている。
車体後部の社名表記は琴参バスへの移管以前から「琴參バス」（「参」が旧字体）であった。

## 関連会社
- 蓬莱商事

### かつての関連会社
- 近鉄琴参会館
  - 2001年に近鉄観光に事業譲渡され清算。のちに近鉄リテールサービス（現・近鉄リテーリング）に移管。一般店舗はすべて閉鎖され、残っていた病院などの施設内店舗と高松空港売店も2015年までに閉鎖し、香川県から完全撤退した。
- 瀬戸大橋高速バス
- コトサン石油サービス
- 琴参興業
- 四国高速バス
  - 四国高速バス、琴参観光はバス事業の譲渡と同時に琴参バスに株式が引き継がれた。その後琴参バス保有の四国高速バス株式は出資比率調整のため全株式がことでんバスと大川自動車に譲渡された。
- ニッポンレンタカー四国
  - 現在はニッポンレンタカーサービスの完全子会社となっている。
- 琴参タクシー
  - かつては観光バスも運行していた。
  - 観音寺市の観光バス会社の西讃観光が新たに設立した同名の新会社に事業を譲渡し、破産。

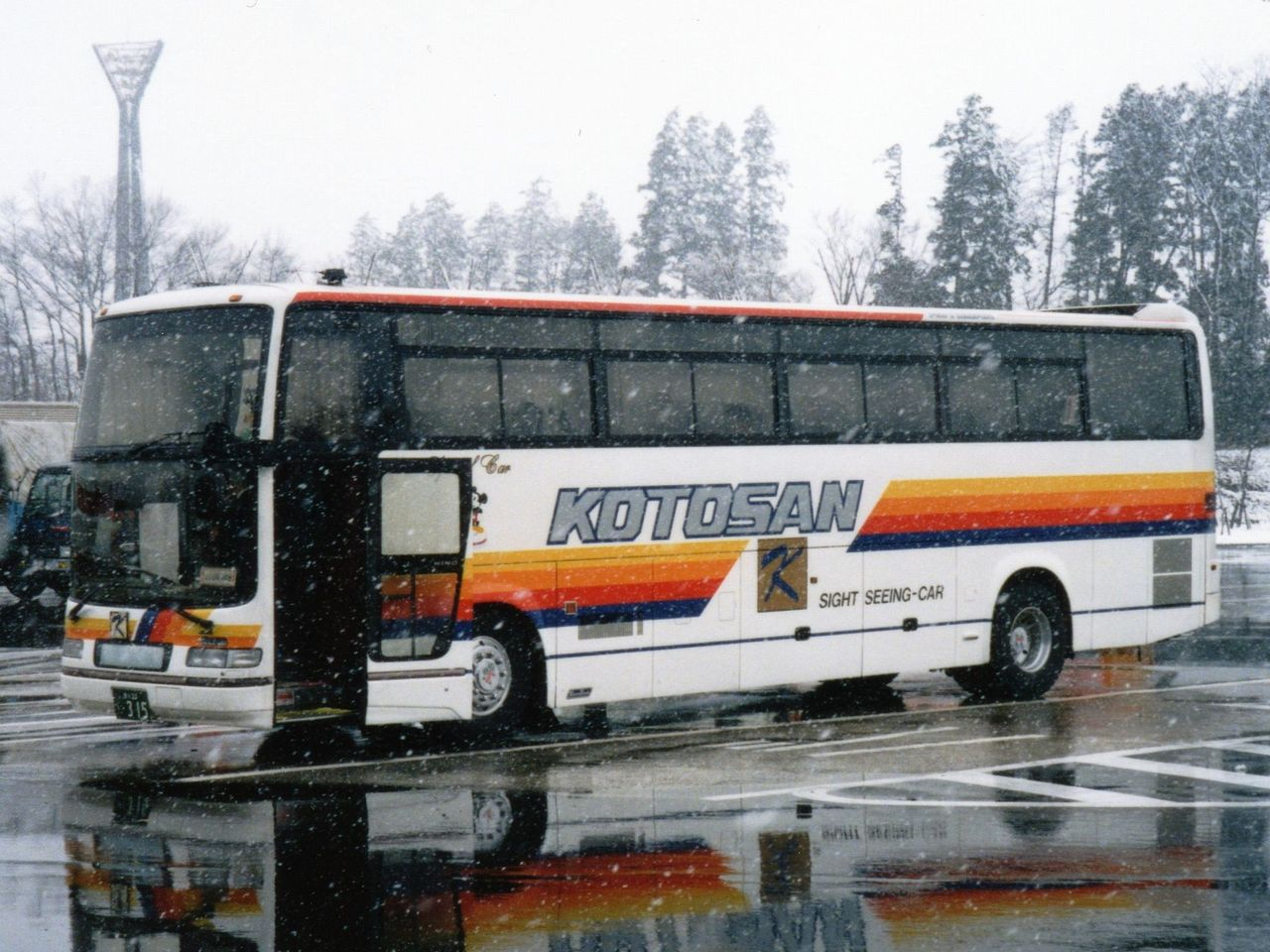
かつて運行していた 琴参タクシー 観光バス